# 班立桐
班立桐，中华人民共和国政治人物、全国脱贫攻坚先进个人。

## 生平
班立桐任天津农学院农学与资源环境学院教授。因在脱贫攻坚战中作出突出贡献，2021年2月25日全国脱贫攻坚总结表彰大会上，班立桐被授予“全国脱贫攻坚先进个人”。